# Danilo Dittrich
Danilo Dittrich (* 15. Mai 1995 in Ansbach) ist ein deutscher Fußballspieler.

## Karriere
Dittrich wechselte mit 14 Jahren von der SG Herrieden zur SpVgg Ansbach 09 und kurz darauf zum 1. FC Nürnberg. Dort kam er in den Jugendmannschaften zum Einsatz. In der Saison 2012/13 war er in der U-19-Mannschaft Stammspieler. Nach der Saison, in der der 1. FC Nürnberg aus der A-Junioren-Bundesliga abstieg, wechselte Dittrich zur SpVgg Unterhaching und unterschrieb einen bis 2016 laufenden Profivertrag. Er blieb auch für die A-Jugend-Bundesliga spielberechtigt. Am 27. Juli 2013 bestritt er sein erstes Profispiel gegen den Chemnitzer FC (1:1). Er stand dabei als linker Verteidiger in der Startelf. Insgesamt kam er in der Hinrunde der Saison 2013/14 viermal für die Profis der SpVgg in der 3. Liga, dreimal für die zweite Mannschaft in der fünftklassigen Bayernliga und zwölfmal (drei Tore) für die U-19 in der A-Junioren Bundesliga Süd/Südwest zum Einsatz. Nach dem Abstieg der SpVgg Unterhaching in die Regionalliga wechselte Dittrich zur Regionalligareserve des VfL Wolfsburg. Ein Jahr später schloss er sich Eintracht Trier an. Zur Saison 2017/18 wechselte er weiter zum SV Seligenporten in die Regionalliga Bayern. In der Sommerpause 2018 schloss er sich dann für anderthalb Jahre dem FC Rot-Weiß Erfurt an. Seit Januar 2020 steht er nun beim TSV Kornburg in der sechstklassigen Landesliga Bayern unter Vertrag.